# Konfederacja Maćka Borkowica
Konfederacja Maćka Borkowica – konfederacja rycerska zawiązana 2 września 1352 roku w Poznaniu pod przywództwem Maćka Borkowica przez możne rody wielkopolskie Borków, Awdańców, Grzymalitów, Nałęczów i Zarembów dla obrony swobód szlacheckich. Formalnie zawiązana przy królu Polski, Kazimierzu Wielkim, skierowana była przeciwko mianowanemu przez niego staroście generalnemu Wielkopolski Wierzbięcie z Paniewic. Trwała do roku 1358.

## Okoliczności zawiązania konfederacji
U podstaw jej legł antagonizm Małopolan i Wielkopolan, którzy poczuli się dotknięci przeniesieniem centrum administracji kraju do Krakowa i pomijaniu ich przy obsadzaniu urzędów centralnych. Rycerstwo wielkopolskie protestowało też przeciwko ustanowieniu starosty generalnego dla Wielkopolski, który stał się faktycznym rządcą tej dzielnicy w imieniu króla. Powołanie dwu odrębnych starostów: Maćka Borkowica poznańskiego i Przecława z Gułowa kaliskiego tylko pogorszyło sytuację. Rozpoczęły się zamieszki i zbójnictwo na drogach. Dla obrony kupców Poznań zmuszony był zawiązać w 1350 roku konfederację miejską. Ponadto, na początku 1352 roku Kazimierz Wielki usunął obu starostów i przywrócił urząd starosty generalnego, którym został Ślązak, Wierzbięta z Paniewic. To spowodowało już otwarte wystąpienie rycerstwa, które rozpoczęło ataki na przedstawicieli i zwolenników króla. Wielkopolska pogrążyła się w chaosie wojny domowej. W 1353 roku król udał się tam, próbując mediacji. Udało mu się wówczas odciągnąć od konfederacji ród Zarembów i Leszczyców. Konfederaci jednak, z pomocą wojsk brandenburskich, uderzyli na Pałuki, oblegając Czarnków.  Na czele wojsk konfederackich stanęli Maćko Borkowic, Sędziwój z Czarnkowa, Skóra z Gaju, którzy nie chcąc podporządkować się władzy królewskiej, zabili wojewodę kaliskiego, Beniamina z Uzarzewa. W ostatnim czasie jednak wskazuje się na przypadkowość tej śmierci.
Kres konfederacji położyła przysięga wierności Maćka Borkowica złożona Kazimierzowi Wielkiemu 16 lutego 1358 roku w Sieradzu.
Wtedy po raz pierwszy użyto określenia Rzeczpospolita odnośnie do Korony Królestwa Polskiego.